# Pale Honey

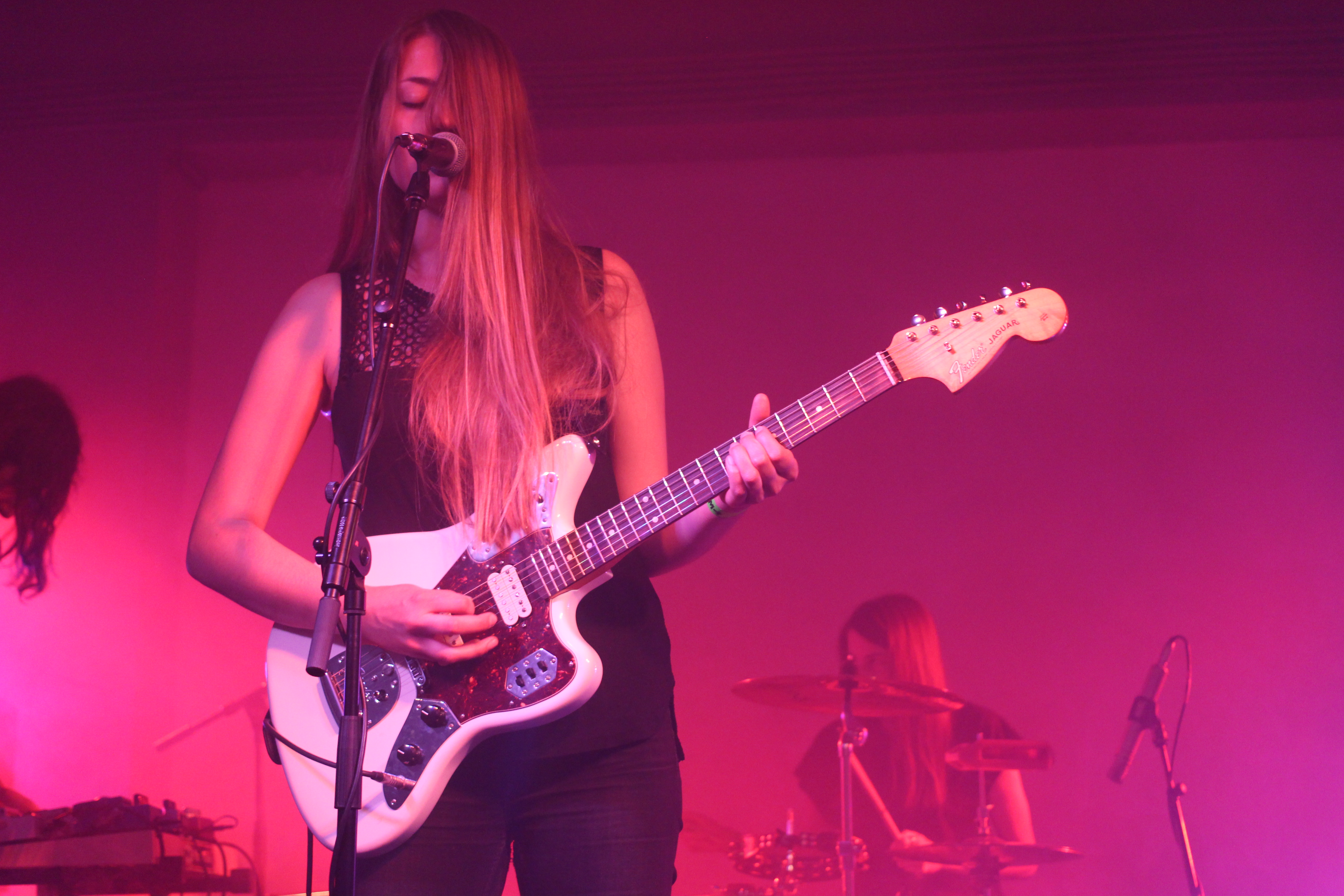
Pale Honey während eines Konzerts in Budapest 2015

Pale Honey ist eine schwedische Rockband aus Göteborg, bestehend aus Nelly Daltrey (Schlagzeug), Anders Lagerfors (Keyboard und Gitarre) und Tuva Lodmark (Gesang und Gitarre).

## Geschichte
Die Freunde Nelly Daltrey und Tuva Lodmark, beide 1992 geboren, lernten sich in der Grundschule kennen. Sie begannen, gemeinsam Musik zu spielen und gründeten 2013 ein Duo mit Schlagzeug, Gitarre und Gesang.
2014 veröffentlichte Pale Honey seine Debüt-EP Fiction, auf deren Veröffentlichung unter anderem Festivals in Deutschland und England folgten. Im selben Jahr stieß der Produzent Anders Lagerfors als permanentes Mitglied zur Band hinzu.
Im Frühjahr 2015 ging die Band auf Europatournee; ihr Debütalbum Pale Honey wurde am 4. Mai veröffentlicht. Das Album stieß sowohl im Inland als auch im Ausland auf eine äußerst positive Resonanz. So wurde die Band unter anderem von der britischen Wochenzeitung Sunday Times Culture als „Breaking Act“ betitelt.
Pale Honeys erste Single Youth erschien im März 2015.
Das zweite Album Devotion wurde im Oktober 2017 zusammen mit den Singles Why Do I Always Feel This Way und Get These Things Out Of My Head veröffentlicht. Die Veröffentlichung des dritten Albums Some Time, Alone erfolgte im November 2020.

## Diskografie
Alben
- 2015 – Pale Honey
- 2017 – Devotion
- 2020 – Some Time, Alone

EPs
- 2014 – Fiction

Singles
- 2015 – „Youth“
- 2015 – „Over Your Head“
- 2016 – „Tease“
- 2016 – „Real Thing“
- 2017 – „Why Do I Always Feel This Way“
- 2017 – „Lay All Your Love on Me“
- 2017 – „Get These Things Out of My Head“
- 2018 – „Replace Me“
- 2019 – „Set me free“
- 2020 – „Treat You Good“
- 2020 – „Killer Scene“